# Irving Ashby
Pour les articles homonymes, voir Ashby.
Irving Ashby est un guitariste américain né à Somerville (Massachusetts) le 29 décembre 1920, mort à Perris, en Californie le 22 avril 1987.
II s'initie au ukulélé, puis la guitare au conservatoire de Boston il joue et enregistre avec Lionel Hampton en 1940, Fats Waller en 1943, mais c'est surtout en 1947 qu'il atteint une certaine notoriété dans le trio de Nat King Cole jusqu'en 1951 puis de celui d'Oscar Peterson (1952).
Il cesse progressivement les tournées, puis les enregistrements en 1967 pour devenir professeur de guitare sur la Côte Ouest, si l'on excepte une séance plus tardive dans l'orchestre de Big Joe Turner.
Entre middle jazz et bebop, Irving Ashby se plaît en la compagnie de leaders des deux écoles. Fasciné par la virtuosité de Django Reinhardt, passionné par l'audace rythmiques de Charlie Christian, sensible aux nouvelles voies de la guitare, il sait s'inspirer également de maîtres s'exprimant sur d'autres instruments, Charlie Parker ou Lester Young, par exemple. Accompagnateur à la fois solide et souple, c'est un improvisateur inventif.
Sa discographie personnelle est, par contre, peu importante : quelques 78 tours en 1946 et un microsillon en 1976 (tous depuis sa semi-retraite californienne).

## Discographie partielle
- Imperial 5445: "Guitar Rock" / "Gonna Have a Good Time"
- Imperial 5426: "Night Winds" (E. Freeman) / "Loco-Motion" (I. Ashby & E. Hall)
- The Bosses avec Big Joe Turner et Count Basie (Pablo Records, 1974)